# Palmicola aphrodite
Palmicola aphrodite är en insektsart som beskrevs av Edward L. Mockford 1955. Palmicola aphrodite ingår i släktet Palmicola och familjen fransgaffelstövsländor. Inga underarter finns listade i Catalogue of Life.